# 에우세비오 카스틸리아노
에우세비오 카스틸리아노(이탈리아어: Eusebio Castigliano, 1921년 2월 9일~1949년 5월 4일)는 미드필더로 활약한 이탈리아의 축구 선수이다. 양발에 능했다.

## 구단 경력
카스틸리아노는 FC 프로 베르첼리, 스페치아 칼초, 비엘레세 및 토리노 FC에서 뛰었으며 토리노에서 뛰었을 당시 그란데 토리노의 일원으로 1944년부터 1949년까지 4회 연속 세리에 A 리그 우승을 하기도 했다. 1945-46시즌에는 14경기에서 13골을 득점하며 득점왕에 올랐다.
1949년 5월 4일, 카스틸리아노는 수페르가 항공기 참사로 사망했다.

## 국가대표팀 경력
카스틸리아노는 1945년부터 1949년까지 이탈리아 축구 국가대표팀으로 총 7경기에 출장하여 1골을 기록했다. 그는 1945년 11월 11일 취리히에서 열린 스위스와 이탈리아의 4-4 무승부 경기에서 데뷔했다.